# Liars (Todd Rundgren)
Liars è un album in studio del cantautore e musicista statunitense Todd Rundgren, pubblicato nel 2004.

## Tracce
1. Truth – 5:12
2. Sweet – 5:51
3. Happy Anniversary – 4:24
4. Soul Brother – 4:14
5. Stood Up – 4:42
6. Mammon – 4:53
7. Future – 6:04
8. Past – 5:55
9. Wondering – 5:11
10. Flaw – 4:42
11. Afterlife – 3:56
12. Living – 5:37
13. God Said – 7:40
14. Liar – 5:07